# تاریکی (فیلم ۲۰۰۵)
«تاریکی» (انگلیسی: The Dark) فیلمی در ژانر ترسناک به کارگردانی پل دبلیو. اس. اندرسون است که در سال ۲۰۰۵ منتشر شد. از بازیگران آن می‌توان به ماریا بلو و شان بین اشاره کرد.